# Ламорал фон Таксис
Ламорал фон Таксис (на немски: Lamoral von Taxis; на френски: Lamoral de Tassis; Lamoral I. von Taxis; * 1557; † 7 юли 1624 в Брюксел) е граф на Таксис, генерален-имперски пощенски майстер на имперската поща на Свещената Римска империя, Лотарингия и Бургундия.
Той е четвъртият син на фрайхер Ленарт I/ Леонард I фон Таксис († 1612), който ръководи пощата в Брюксел, и втората му съпруга Луиза Боасот († 1610). Внук е на Йохан Баптиста фон Таксис от Регенсбург († 1541), генерален пощенски майстер (1517 – 1541).
Император Рудолф II го номинира заедно с баща му през 1606 г. на императорски камерхер и на 16 януари 1608 г. на наследствен имперски фрайхер. На 27 юли 1615 г. той става наследствен главен генерал-пощенски майстор и на 8 юни 1624 г., един месец преди смъртта му, заедно с наследниците му е издигнат на имперски граф.
Ламорал фон Таксис умира на 7 юли 1624 г. в Брюксел и е погребан в катедралата „Нотър Дам дю Саблон“.

## Фамилия
Ламорал фон Таксис се жени на 8 октомври 1584 г. в Аугсбург за графиня Геновева фон Таксис († сл. 14 януари 1628), дъщеря на Серафин II фон Таксис (1538 – 1582, имперски и испански кралски пост-майстер на Аугсбург, Рейнхаузен, Диделсхайм и Росхауптен, и съпругата му Изабела (Елизабета) фон Таксис († 1602/1604). Те имат децата:
- Леонард II фон Таксис (* 5 юли 1594, Брюксел; † 23 май 1628, Прага), граф на Таксис (1624 – 1628), от 1624 до 1628 г. главен наследствен пост-майстер на имперската поща на Свещената Римска империя, Нидерландия и Бургундия, женен на 29 юни 1616 г. в Прага за контеса Александрина де Рие-Варакс (1589 – 1666)
- Йохан Франц, който умира млад
- Леонора (* 31 август 1587 в Брюксел), кармелитска монахиня в Брюксел